# Gábor Benedek
Gábor Benedek (Tiszaföldvár, 23 de março de 1927) é um ex-pentatleta húngaro, campeão olímpico. 

## Carreira
Gábor Benedek representou seu país nos Jogos Olímpicos de 1952 e 1956, na qual conquistou a medalha de ouro, por equipes e a prata no individual. 